# Oliver König
Oliver König (auch Oliver Konig; * 18. März 2002 in Prag) ist ein tschechischer Motorradrennfahrer, der zurzeit in der IDM Superbike antritt.

## Statistik

### In der Superbike-Weltmeisterschaft
(Stand: 22. September 2023)
| Saison | Team                            | Motorrad              | Rennen | Siege | Zweiter | Dritter | Poles | Schn. Runden | Punkte | Ergebnis |
| ------ | ------------------------------- | --------------------- | ------ | ----- | ------- | ------- | ----- | ------------ | ------ | -------- |
| 2021   | Outdo TPR Team Pedercini Racing | Kawasaki Ninja ZX-10R | 1      | –     | –       | –       | –     | –            | 0      | –        |
| 2022   | Orelac Racing VerdNatura        | Kawasaki Ninja ZX-10R | 36     | –     | –       | –       | –     | –            | 3      | 27.      |
| 2023   | Orelac Racing VerdNatura        | Kawasaki Ninja ZX-10R | 22     | –     | –       | –       | –     | –            | 0      | –        |
| Gesamt | Gesamt                          | Gesamt                | 59     | –     | –       | –       | –     | –            | 3      |          |

### In der Supersport-300-Weltmeisterschaft
| Saison | Team                                | Motorrad           | Rennen | Rennen | Siege | Zweiter | Dritter | Poles | Schn. Runden | Punkte | Punkte | Ergebnis |
| ------ | ----------------------------------- | ------------------ | ------ | ------ | ----- | ------- | ------- | ----- | ------------ | ------ | ------ | -------- |
| 2019   | ACCR Czech Talent Team – Willi Race | Kawasaki Ninja 400 | 4      | 5      | –     | –       | –       | –     | –            | 9      | 9      | 28.      |
| 2019   | Freudenberg KTM WorldSSP Team       | KTM RC 390 R       | 1      | 5      | –     | –       | –       | –     | –            | 0      | 9      | 28.      |
| 2020   | Freudenberg KTM Junior Team         | KTM RC 390 R       | 4      | 8      | –     | –       | –       | –     | –            | 4      | 7      | 31.      |
| 2020   | Movisio by Freudenberg Jr Team      | Kawasaki Ninja 400 | 4      | 8      | –     | –       | –       | –     | –            | 3      | 7      | 31.      |
| 2021   | Movisio by MIE                      | Kawasaki Ninja 400 | 16     | 16     | –     | –       | 1       | –     | –            | 64     | 64     | 11.      |
| Gesamt | Gesamt                              | Gesamt             | 29     | 29     | –     | –       | 1       | –     | –            | 80     | 80     |          |